# Diego Esqueda
Diego Armando Esqueda Inzunza (Guadalajara, Jalisco, México; 9 de septiembre de 1988) es un futbolista mexicano. Juega como mediocampista en el Tampico Madero, de la Liga de Ascenso de México.

## Trayectoria
Debutó en la Primera División A con los Académicos de Atlas el 6 de noviembre de 2006, en el empate a un gol ante Monterrey. Jugó 3 torneos con los académicos y tuvo una breve participación con el equipo del Atlas de la Segunda División de México en 2007, donde jugó 6 partidos.
Paso al Cruz Azul Hidalgo en 2008 y también tuvo presencia con el Cruz Azul Jasso. El Apertura 2008 paso al Santos Laguna A y como en sus anteriores equipos, también participó con el equipo de la segunda división.
En el Apertura 2009 fue fichado por los Leones Negros de la Universidad de Guadalajara con quienes jugó durante cuatro torneos y después se fue con los Tiburones Rojos de Veracruz, con quienes jugó durante un año, teniendo de nueva cuenta participación con el equipo de segunda división en dos partidos. Regresó a los Leones Negros en 2012, logró el campeonato del Torneo Apertura 2013, y el ascenso a primera división.

## Clubes
| Club                                           | País   | Año       | Partidos |
| ---------------------------------------------- | ------ | --------- | -------- |
| Académicos de Atlas                            | México | 2006-2007 | 14       |
| Cruz Azul Hidalgo                              | México | 2008      | 12       |
| Santos Laguna A                                | México | 2008-2009 | 16       |
| Leones Negros de la Universidad de Guadalajara | México | 2009-2011 | 54       |
| Tiburones Rojos de Veracruz                    | México | 2011-2012 | 23       |
| Leones Negros de la Universidad de Guadalajara | México | 2012-2014 | 47       |
| Atlético San Luis                              | México | 2015-2016 | 38       |
| Lobos de la BUAP                               | México | 2016      | 15       |
| Tampico Madero                                 | México | 2017-Act. | 44       |

## Palmarés

### Campeonatos nacionales
| Título                    | Club                                           | País   | Año    |
| ------------------------- | ---------------------------------------------- | ------ | ------ |
| Liga de Ascenso de México | Leones Negros de la Universidad de Guadalajara | México | A 2013 |
| Final de Ascenso          | Leones Negros de la Universidad de Guadalajara | México | 2014   |